# Роксане Вайзенберг
Роксане Вайзенберг (порт. Roxane Vaisemberg; нар. 25 липня 1989) — колишня бразильська тенісистка.
Найвищу одиночну позицію світового рейтингу — 236 місце досягла 8 серпня 2011, парну — 162 місце — 10 грудня 2007 року.
Здобула 14 одиночних та 21 парний титул туру ITF.
Завершила кар'єру 2013 року.

## Фінали ITF

### Одиночний розряд: 20 (14–6)
| турніри $100,000 |
| турніри $75,000  |
| турніри $50,000  |
| турніри $25,000  |
| турніри $10,000  |

| Результат | Ранг | Дата            | Турнір                        | Покриття | Суперниця                | Рахунок          |
| --------- | ---- | --------------- | ----------------------------- | -------- | ------------------------ | ---------------- |
| Поразка   | 1.   | 25 вересня 2004 | ITF Санта-Текла, Сальвадор    | Ґрунт    | Мелісса Торрес Сандоваль | 2–6, 6–3, 5–7    |
| Перемога  | 2.   | 13 серпня 2006  | ITF Кіто, Еквадор             | Ґрунт    | Хессіка Орселлі          | 7–6(9), 6–2      |
| Поразка   | 3.   | 21 серпня 2006  | ITF Гуаякіль, Еквадор         | Тверде   | Естафанія Грасіун        | 7–6(3), 3–6, 1–6 |
| Перемога  | 4.   | 28 жовтня 2006  | ITF Луке, Парагвай            | Ґрунт    | Меліса Міранда           | 6–3, 6–3         |
| Перемога  | 5.   | 6 вересня 2008  | ITF Буенос-Айрес, Аргентина   | Ґрунт    | Марія Ірігоєн            | 6–2, 7–5         |
| Поразка   | 6.   | 13 червня 2009  | ITF Санта-Фе, Аргентина       | Ґрунт    | Емілія Йоріо             | 2–6, 1–6         |
| Перемога  | 7.   | 25 жовтня 2009  | ITF Белу-Оризонті, Бразилія   | Ґрунт    | Вероніка Сп'єхель        | 6–4, 4–6, 6–4    |
| Перемога  | 8.   | 31 жовтня 2009  | ITF Форталеза, Бразилія       | Ґрунт    | Вівіан Сегніні           | 6–4, 7–6(5)      |
| Поразка   | 9.   | 6 червня 2010   | ITF Сан-Паулу, Бразилія       | Ґрунт    | Наталія Россі            | 4–6, 3–6         |
| Поразка   | 10.  | 8 серпня 2010   | ITF Сан-Паулу                 | Ґрунт    | Шанель Сіммондс          | 2–6, 6–3, 1–6    |
| Перемога  | 11.  | 15 серпня 2010  | ITF Ітапарика, Бразилія       | Тверде   | Ана Клара Дуарте         | 7–6(8), 6–3      |
| Поразка   | 12.  | 22 серпня 2010  | ITF Ітапарика, Бразилія       | Тверде   | Фернанда Ерменежилду     | 1–6, 7–6(5), 3–6 |
| Перемога  | 13.  | 18 вересня 2010 | ITF Ітапема, Бразилія         | Ґрунт    | Марі Еліс Касарес        | 6–0, 6–0         |
| Перемога  | 14.  | 26 вересня 2010 | ITF Можі-дас-Крузіс, Бразилія | Ґрунт    | Карла Лусеро             | 6–2, 6–3         |
| Перемога  | 15.  | 17 жовтня 2010  | ITF Сан-Паулу, Бразилія       | Ґрунт    | Каталіна Пелла           | 7–6(7), 4–6, 6–4 |
| Перемога  | 16.  | 24 жовтня 2010  | ITF Санта-Марія, Бразилія     | Ґрунт    | Фернанда Бріто           | 6–3, 6–4         |
| Перемога  | 17.  | 28 травня 2011  | ITF Ітапарика, Бразилія       | Тверде   | Вівіан Сегніні           | 6–0, 6–1         |
| Перемога  | 18.  | 6 лютого 2012   | ITF Бертіога, Бразилія        | Тверде   | Б'янка Ботто             | 6–1, 6–1         |
| Перемога  | 19.  | 30 липня 2012   | ITF Сан-Паулу, Бразилія       | Тверде   | Ана Клара Дуарте         | 6–4, 4–6, 7–6(7) |
| Перемога  | 20.  | 22 квітня 2013  | ITF Сан-Паулу, Бразилія       | Ґрунт    | Монтсеррат Гонсалес      | 6–4, 6–2         |

### Парний розряд: 44 (21–23)
| Результат | Ранг | Дата              | Турнір                                    | Покриття | Партнерка                 | Суперниці                                             | Рахунок              |
| --------- | ---- | ----------------- | ----------------------------------------- | -------- | ------------------------- | ----------------------------------------------------- | -------------------- |
| Перемога  | 1.   | 16 жовтня 2004    | ITF Кампу-Гранді, Бразилія                | Ґрунт    | Естефанія Бальда Альварес | Естефанія Красіун Катерина Дранець                    | 6–1, 6–4             |
| Перемога  | 2.   | 15 травня 2005    | ITF Казале, Італія                        | Ґрунт    | Жоана Кортез              | Каталін Мароші Глорія Піццікіні                       | 6–2, 6–0             |
| Перемога  | 3.   | 7 листопада 2005  | ITF Сан-Паулу, Бразилія                   | Тверде   | Ана Клара Дуарте          | Ванесса Менга Андреа Віейра                           | 3–6, 7–5, 6–4        |
| Перемога  | 4.   | 13 серпня 2006    | ITF Кіто, Еквадор                         | Ґрунт    | Фабіана Мак               | Андреа Коч Бенвенуто Хессіка Орселлі                  | 6–2, 6–3             |
| Перемога  | 5.   | 27 серпня 2006    | ITF Богота, Колумбія                      | Ґрунт    | Карен Кастібланко         | Маріана Дуке-Маріньо Вікі Нуньєс Фуентес              | 6–4, 7–6(4)          |
| Поразка   | 6.   | 14 жовтня 2006    | Кордова, Аргентина                        | Ґрунт    | Татьяна Буа               | Агустіна Лепоре Вероніка Сп'єхель                     | 5–7, 4–6             |
| Перемога  | 7.   | 21 жовтня 2006    | Сантьяго, Чилі                            | Ґрунт    | Хессіка Орселлі           | Маріна Хіраль Лорес Паола Йовіно                      | 6–4, 6–0             |
| Поразка   | 8.   | 11 травня 2007    | Анталія, Туреччина                        | Тверде   | Анна Сміт                 | Коріна Перковіч Іпек Шенолу                           | 6–7(1), 4–6          |
| Поразка   | 9.   | 25 травня 2007    | Фуертевентура, Іспанія                    | Килим    | Маріана Дуке-Маріньо      | Неуза Сілва Нікол Тейссен                             | 1–6, 2–6             |
| Перемога  | 10.  | 17 червня 2007    | Марсель, Франція                          | Ґрунт    | Ксенія Мілевська          | Саломе Льягуно Надеж Вергос                           | 6–2, 6–1             |
| Перемога  | 11.  | 4 серпня 2007     | Кампус-ду-Жордау, Бразилія                | Тверде   | Жоана Кортез              | Марія Хосе Архері Летісія Собрал                      | 7–5, 6–0             |
| Перемога  | 12.  | 18 серпня 2007    | Богота, Колумбія                          | Ґрунт    | Жоана Кортез              | Ана Клара Дуарте Тельяна Перейра                      | 5–7, 6–4, 6–4        |
| Поразка   | 13.  | 29 вересня 2007   | Сьюдад-Хуарес, Мексика                    | Ґрунт    | Марія Ірігоєн             | Андреа Бенітес Соледад Есперон                        | 3–6, 4–6             |
| Поразка   | 14.  | 6 жовтня 2007     | Монтеррей, Мексика                        | Тверде   | Фредеріка Пієдаде         | Флоренсія Молінеро Мелісса Торрес Сандоваль           | 1–6, 5–7             |
| Поразка   | 15.  | 25 листопада 2007 | Сінтра, Португалія                        | Ґрунт    | Жоана Кортез              | Ніколе Клеріко Тельяна Перейра                        | 4–6, 2–6             |
| Поразка   | 16.  | 2 грудня 2007     | Сінтра, Португалія                        | Ґрунт    | Неуза Сілва               | Кароліне Мас Теодора Мирчич                           | 4–6, 1–6             |
| Перемога  | 17.  | 13 червня 2008    | Кампобассо, Італія                        | Ґрунт    | Марія Ірігоєн             | Ніколе Клеріко Джессіка Мор                           | 6–3, 6–2             |
| Перемога  | 18.  | 3 серпня 2008     | Кампус-ду-Жордау, Бразилія                | Тверде   | Майлен Ору                | Хорхеліна Краверо Марія Ірігоєн                       | 6–3, 6–4             |
| Перемога  | 19.  | 30 серпня 2008    | Буенос-Айрес, Аргентина                   | Ґрунт    | Татьяна Буа               | Естефанія Красіун Вероніка Сп'єхель                   | 4–6, 7–5, [10–3]     |
| Поразка   | 20.  | 6 вересня 2008    | Буенос-Айрес, Аргентина                   | Ґрунт    | Майлен Ору                | Естефанія Красіун Марія Ірігоєн                       | 6–1, 1–6 [2–10]      |
| Поразка   | 21.  | 25 жовтня 2008    | Огаста, США                               | Тверде   | Майлен Ору                | Басукі Яюк Романа Теджакусума                         | 3–6, 6–4, [5–10]     |
| Поразка   | 22.  | 9 листопада 2008  | Оберн, США                                | Тверде   | Фредеріка Пієдаде         | Ракел Атаво Абігейл Спірс                             | 5–7, 1–6             |
| Поразка   | 23.  | 21 лютого 2009    | Портіман, Португалія                      | Тверде   | Ракел Пілтшер             | Діана Ісаєва Людмила Нікоян                           | 6–7(5), 3–6          |
| Перемога  | 24.  | 6 червня 2009     | Кордова, Аргентина                        | Ґрунт    | Ракел Пілтшер             | Татьяна Буа Карен Кастібланко                         | 6–4, 6–3             |
| Перемога  | 25.  | 29 серпня 2009    | Баруері, Бразилія                         | Тверде   | Монік Албукерке           | Майлен Ору Фернанда Ерменежилду                       | 7–6(7), 7–5          |
| Поразка   | 26.  | 17 жовтня 2009    | Бауру, Бразилія                           | Ґрунт    | Монік Албукерке           | Вероніка Сп'єхель Емілія Йоріо                        | 4–6, 3–6             |
| Перемога  | 27.  | 24 жовтня 2009    | Белу-Оризонті, Бразилія                   | Ґрунт    | Монік Албукерке           | Вероніка Сп'єхель Емілія Йоріо                        | 6–7(4), 6–1, [14–12] |
| Поразка   | 28.  | 31 жовтня 2009    | Форталеза, Бразилія                       | Ґрунт    | Ракел Пілтшер             | Наталія Россі Емілія Йоріо                            | 6–1, 1–6, [6–10]     |
| Поразка   | 29.  | 21 листопада 2009 | Асунсьйон, Парагвай                       | Ґрунт    | Ракел Пілтшер             | Ванесса Фурланетто Андреа Коч Бенвенуто               | 4–6, 6–2, [5–10]     |
| Перемога  | 30.  | 6 червня 2010     | Сан-Паулу, Бразилія                       | Ґрунт    | Катерина Шулаєва          | Фернанда Фарія Паула Крістіна Гонсалвеш               | 6–3, 6–3             |
| Поразка   | 31.  | 23 липня 2010     | Бразиліа, Бразилія                        | Тверде   | Монік Албукерке           | Ана Клара Дуарте Фернанда Ерменежилду                 | 2–6, 4–6             |
| Поразка   | 32.  | 31 липня 2010     | Кампус-ду-Жордау, Бразилія                | Тверде   | Монік Албукерке           | Фернанда Фарія Паула Крістіна Гонсалвеш               | 3–6, 2–6             |
| Перемога  | 33.  | 14 серпня 2010    | Ітапаріка, Бразилія                       | Тверде   | Ана Клара Дуарте          | Фернанда Ерменежилду Наталія Россі                    | 6–2, 6–0             |
| Перемога  | 34.  | 21 серпня 2010    | Ітапаріка, Бразилія                       | Тверде   | Наташа Лотуффу            | Жуліанна Барбоза Баселар Беатріс Марія Мартінс Секато | 6–1, 6–2             |
| Перемога  | 35.  | 18 вересня 2010   | Itapema, Бразилія                         | Ґрунт    | Монік Албукерке           | Марія Фернанда Алвеш Наталія Ченґ                     | 6–3, 6–3             |
| Поразка   | 36.  | 23 жовтня 2010    | Санта-Марія (Ріу-Гранді-ду-Сул), Бразилія | Ґрунт    | Наташа Лотуффу            | Вероніка Сепеде Ройг Вівіан Сегніні                   | walkover             |
| Поразка   | 37.  | 27 травня 2011    | Ітапаріка, Бразилія                       | Тверде   | Вівіан Сегніні            | Монік Албукерке Аранса Салут                          | 6–3, 4–6, [11–9]     |
| Поразка   | 38.  | 9 липня 2011      | Біарриц, Франція                          | Ґрунт    | Сема Еріка                | Олександра Панова Уршуля Радванська                   | 2–6, 1–6             |
| Поразка   | 39.  | 17 липня 2011     | Контрексевіль, Франція                    | Ґрунт    | Сема Еріка                | Валентина Івахненко Катерина Козлова                  | 6–2, 5–7, [10–12]    |
| Поразка   | 40.  | 30 липня 2011     | Кампус-ду-Жордау, Бразилія                | Тверде   | Марія Фернанда Алвеш      | Фернанда Ерменежилду Тельяна Перейра                  | 6–3, 6–7(5), [9–11]  |
| Перемога  | 41.  | 23 жовтня 2011    | Рок-Гілл (Південна Кароліна), США         | Тверде   | Марія Абрамович           | Медісон Бренгл Габріела Пас                           | 3–6, 6–3, [10–5]     |
| Поразка   | 42.  | 16 липня 2012     | ITF Кампус-ду-Жордау, Бразилія            | Тверде   | Паула Крістіна Гонсалвеш  | Монік Адамчак Марія Фернанда Алвеш                    | 6–4, 3–6, [3–10]     |
| Перемога  | 43.  | 30 липня 2012     | ITF Сан-Паулу, Бразилія                   | Тверде   | Паула Крістіна Гонсалвеш  | Аранса Салут Кароліна Себальйос                       | 6–2, 6–2             |
| Поразка   | 44.  | 26 листопада 2012 | ITF Сантьяго, Чилі                        | Ґрунт    | Паула Крістіна Гонсалвеш  | Майлен Ору Марія Ірігоєн                              | 4–6, 2–6             |